# Centre en route de la navigation aérienne
Un Centre en route de la navigation aérienne (CRNA), terme désignant un centre de contrôle régional en France, contrôle les aéronefs volant dans l'espace qui lui est associé. Il contrôle les aéronefs qui sont "en route", c’est-à-dire qui ne sont pas en phase de décollage ou d'atterrissage.
Les CRNA sont au nombre de cinq :
- CRNA Nord, Athis-Mons (situé près de l'aéroport d'Orly en région parisienne) ;
- CRNA Est, Reims ;
- CRNA Ouest, Loperhet (situé près de Brest) ;
- CRNA Sud-Est, Aix-en-Provence ;
- CRNA Sud-Ouest, Mérignac (situé près de l'aéroport de Bordeaux).

Les CRNA dépendent de la Direction des Opérations de la DSNA (DSNA/DO).

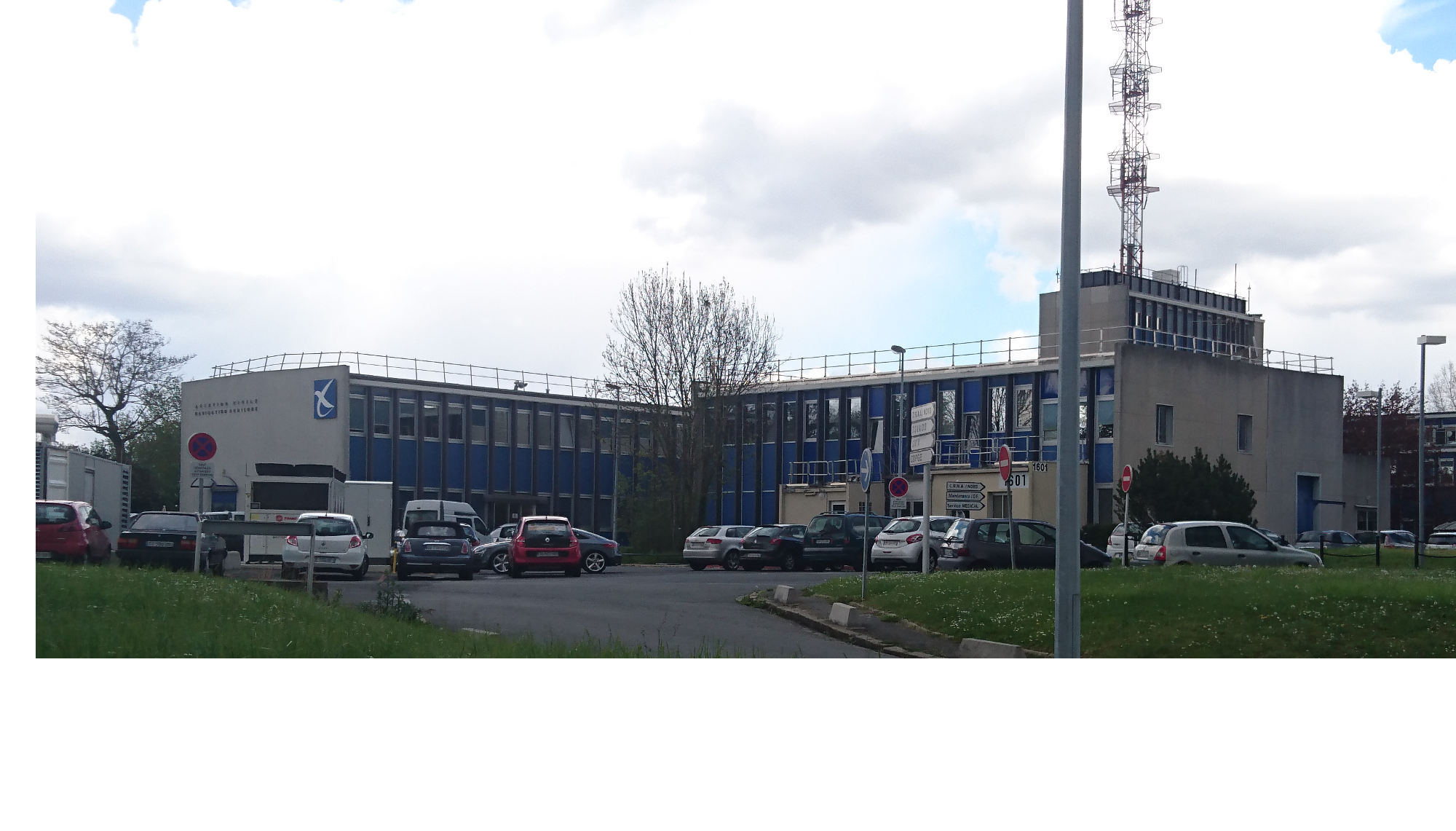
CRNA Nord Athis-Mons.
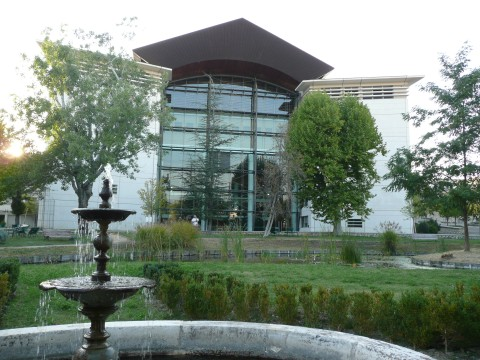
CRNA Sud-Est, Aix-en-Provence.